# Карчёй
Карчёй (Карчой) — деревня в Косинском районе Пермского края. Входит в состав Чазёвского сельского поселения. Располагается западнее районного центра, села Коса. Расстояние до районного центра составляет 31 км. По данным Всероссийской переписи населения 2010 года, в деревне проживало 11 человек (5 мужчин и 6 женщин).

## История
Выселки Карчой были образованы в 1870—1880 годах. До Октябрьской революции населённый пункт Карчёй входил в состав Юксеевской волости, а в 1927 году — в состав Чазёвского сельсовета. По данным переписи населения 1926 года, в деревне насчитывалось 13 хозяйств, проживало 80 человек (37 мужчин и 43 женщины). Преобладающая национальность — коми-пермяки.
По данным на 1 июля 1963 года, в деревне проживало 120 человек. Населённый пункт входил в состав Чазёвского сельсовета.